# Basset hound
El basset hound es una raza de perro de origen francés que forma parte del grupo de los sabuesos. Es de baja altura de cruz, cuerpo largo, patas cortas y fuertes, largas orejas y un sentido del olfato extremadamente desarrollado. Generalmente se le usa para la caza de venados, liebres y zorros, entre otros animales como el faisán, ya que su caza es más especializada. El origen de esta raza data de finales del siglo XIX, cuando un perro inglés fue cruzado con un perro de San Huberto.
Debido a su peculiar aspecto físico, es una raza popular y fácilmente reconocible para todo tipo de aficionados canófilos e incluso para personas con poco conocimiento de razas caninas, por lo que reúne muchos admiradores y aficionados a su cría, fundamentalmente en los países de origen anglosajón, en los que tiene una gran aceptación.

## Historia
Los basset hounds son de origen francés (de ahí su nombre, basset, que significa «pequeño» o «enano» en francés, y del inglés hound, que significa «sabueso», así su nombre tiende a ser «sabueso pequeño» o «sabueso enano»), de casta noble y descendientes directos del sabueso de San Huberto. Huberto fue un noble aficionado a la caza que se convirtió a la fe cristiana; se le canonizó convirtiéndolo en el patrón de los cazadores. El basset hound fue desarrollado a partir de ejemplares de estos sabuesos de cuerpo poderoso y de patas cortas, y también del basset artesiano de Normandía. 
Debido a su superioridad sobre la mayor parte de los perros de rastreo en la Francia de aquella época, fueron distribuidos por toda la nobleza europea, siendo incorporados a los planteles utilizados para cazar, incidiendo fundamentalmente en la definición de muchas razas. 
A partir de ahí, se trasladó a Inglaterra, donde Lord Galway importó, en 1866, una pareja de basset hound llamados Basset y Belle, provenientes del criadero del conde de Le Coutulex, y los cruzó, obteniendo una camada de cinco cachorros. Esta tarea fue continuada a partir de 1872 por Lord Onslow, quien tuvo la primera jauría de esta raza.
Aunque el origen de la raza se encuentra en Francia, paradójicamente, se considera una raza originaria del Reino Unido, tal y como puede comprobarse en el estándar de la raza con número 163 de la FCI. Los cruces son el perro de San Huberto y el basset artesiano de Normandía. 
El estándar de la raza no acepta perros de color gris. Los permitidos son tricolores (fuego, blanco y negro) o fuego y blanco, en mayor o menor grado.

## Aspecto

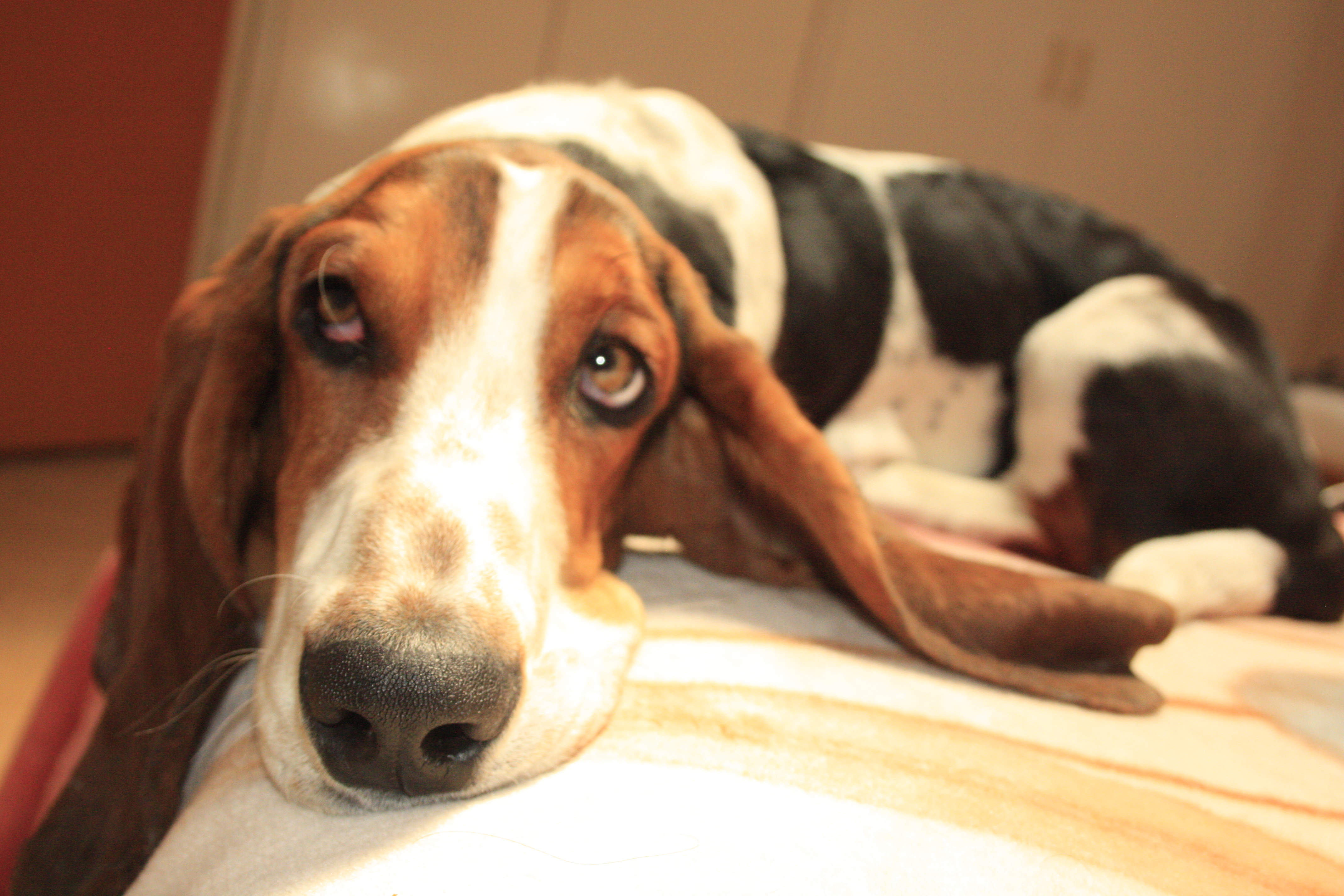
Basset hound tricolor

Estos perros miden alrededor de 33 a 38 cm (en la cruz) y tienen el pelo corto. Aunque generalmente son tricolores (negro, miel y blanco), también es frecuentemente encontrar ejemplares bicolores (miel y blanco o negro y blanco). No son tampoco extraños los ejemplares blancos con manchas rojas o con patas color rojo. Algunos, aunque pocos, pueden ser grises. Ocasionalmente pueden salir ejemplares con el pelo largo, aunque no es una característica deseable según el estándar de la raza.
Tienen las orejas muy largas (hasta el pecho), cuello también largo, piel floja y arrugas alrededor de su cabeza, lo que causa que tengan una mirada permanentemente triste. Su cola es larga, erecta y con una curva.
Poseen unas patas mucho más cortas, en relación con la longitud del cuerpo, que la mayoría de razas.
Posee en marcado grado, características que lo equipa admirablemente para seguir el rastro a través de terrenos difíciles. Perro de miembros cortos, más pesado de huesos a pesar de su tamaño en comparación con cualquier otra raza de perro.

## Comportamiento

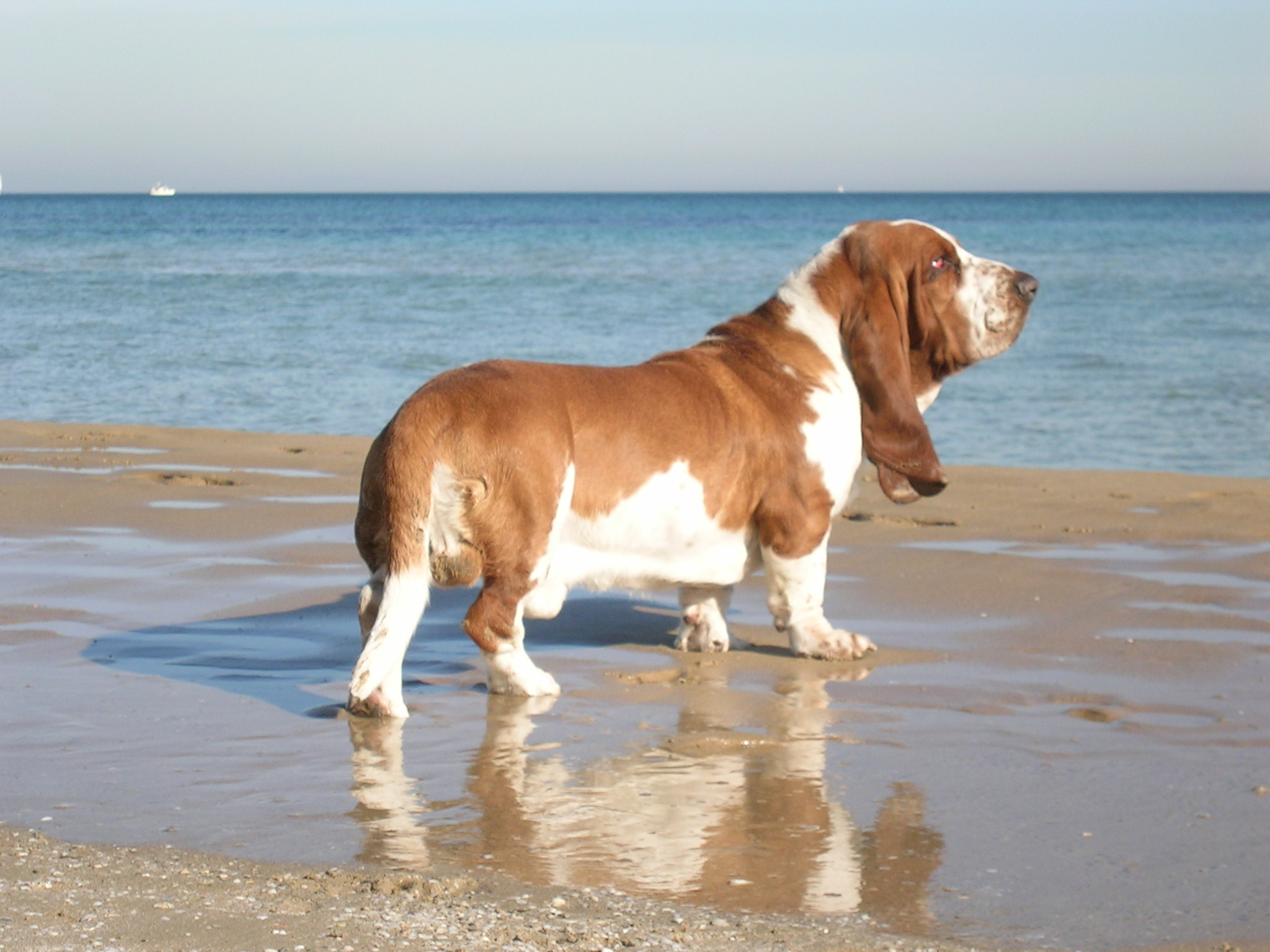
Basset hound de color café con blanco

Los basset hounds son muy tranquilos y amigables, aunque suelen ser  muy obstinados. Es una raza especialmente leal, muy cariñosa y juega alegremente con los niños. Con los extraños también suelen ser muy cariñosos. Prefieren comer y dormir más que ejercitarse, por eso es que el dueño debe ser cuidadoso y sacarlo a pasear para que no sufra de sobrepeso. También les gusta pedir comida de la que el dueño está comiendo, por lo que éste debe mantenerse firme y no darle alimento «adicional». 
Muchos los consideran una raza canina poco inteligente, debido fundamentalmente a que son bastante tozudos y les cuesta obedecer órdenes. Pero es un error, porque aunque es cierto que cuesta mucho educar a un basset hound, ello se debe a que la raza ha sido seleccionada para seguir rastros, lo que motiva que deben tomar decisiones de forma autónoma, y por ese motivo les cuesta obedecer órdenes. Sin embargo, esa misma autonomía les confiere una capacidad de decisión que en sí misma demuestra un elevado grado de inteligencia. 
Esta raza tiene un fuerte instinto de la caza, por lo que les dará por perseguir todo u olfatear frecuentemente, tienden a ladrar cuando quieren algo o cuando les parece incorrecto lo que hace su amo, y cuando hay niños es necesario tener cuidado, ya que en ocasiones son muy celosos y quieren las caricias solo para ellos.

## Salud
En comparación con otras razas suelen ser perros muy sanos, pero a veces sufren enfermedades como glaucoma y conjuntivitis. También es necesario evitar que el perro suba o baje escaleras con frecuencia, o que dé saltos y se ponga de pie a menudo, ya que podrían surgir problemas de columna (generalmente desarrollan hernias discales).
Sufren frecuentemente de ataques hepáticos, es por esa razón que se debe cuidar su alimentación y evitar dar grasa.
También son buenos; al estar en contacto con otros perros de distintas razas son poco activos, sin embargo les encanta jugar, pero corren muy poco.

### Cuidados
El pelo necesita cepillarse. Esta raza tiende a comer muy frecuentemente, por lo que se debe cuidar su alimentación para que no sufran de sobrepeso, aunque tampoco se les debe negar la comida, porque también tienden a sufrir de gastritis (por lo menos dos comidas al día, una en la mañana y una en la tarde, aunque no muy pesadas). Las largas orejas son muy propensas a infecciones, ya que todo el tiempo las llevan arrastrando, por lo que se deben limpiar frecuentemente, con un trapo húmedo o con un algodón con alcohol, aunque superficialmente, y teniendo cuidado de que no caigan líquidos al interior del oído, al igual que su vientre y sus patas.
Para levantar un basset hay que recordar que es largo y pesado y, por lo tanto, se ha de hacer con cuidado para que no sufra ningún daño. La forma más fácil de hacerlo es metiendo ambos brazos por medio de sus patas y levantándolo por el abdomen, así la mascota no sufrirá.
Por otra parte, el baño debe hacerse cada dos semanas y habrá que controlar la aparición de las pulgas con preparados especiales.
Como se mencionó con anterioridad, es importante el ejercicio físico para mantener su óptima salud, pero no es recomendable exceder las actividades ni el tiempo de caminata o trote. Para el Basset hound es suficiente entre 40 y 60 minutos al aire libre, pero el propietario debe saber que esta raza no es muy rápida en sus trayectos, ya que se detiene a olfatear casi todo lo que encuentra. No es perro ideal para personas muy deportistas o que corren largos kilómetros de manera habitual.

## Basset hounds famosos
- Hush Puppies una marca de zapatos estadounidense cuyo logotipo presenta, de forma destacada, a un basset hound cuyo nombre real es Jason.[2] A los basset hounds ocasionalmente se les llama hush puppies por esa razón.
- Flash,[3] mascota del sheriff Rosco P. Coltrane en la serie de televisión estadounidense The Dukes of Hazzard.
- En Argentina, en el año 1978, la empresa Philips hizo una serie de publicidades con el noble can. La más famosa fue una televisiva donde el dueño le pedía "Batata, la serie" y el perro le cambiaba el canal gracias al novedoso control remoto. Luego le pedía otro programa, el perro miraba al dueño (gracias a su aspecto, como diciendo: "¡Qué molesto sos!") y cambiaba el canal. Durante mucho tiempo, en Argentina se los llamaba batata por "culpa" de la publicidad.
- En Los Aristogatos, un basset hound llamado Lafayette es el compañero de un perro de San Huberto llamado Napoleón.
- El personaje de dibujos animados Droopy, creado por Tex Avery, es un basset hound.

## En la cultura popular
El cantante y actor norteamericano Elvis Presley se vio comprometido por contrato a cantarle su popular tema Hound Dog a un perro Basset Hound real, llamado Sherlock vestido con esmoquin, el 1 de julio de 1956 durante una presentación en el programa televisivo de Steve Allen. 
La canción Hound Dog en si hace alusión a una muchacha a la cual su novio le plantea con ironía y haciendo un paralelismo, que ella se comporta como una "perra de caza". Este tema, grabado por Elvis en diversas oportunidades en diferentes versiones, cuya primera grabación la registró en 1956, fue incluido en las bandas sonoras de la película de animación original de 2002 Lilo & Stitch así como en la homónima versión live action de 2005.